# Girabola 1995
Der Girabola 1995 war die 17. Saison des Girabola, der höchsten Spielklasse im Fußball in Angola. Es nahmen 14 Mannschaften teil, die je zweimal gegeneinander antraten.
Petro Luanda wurde zum dritten Mal in Folge Meister, was den zehnten Titel bedeutete. Angolanischer Pokalsieger wurde Atlético Sport Aviação, ebenfalls aus der Hauptstadt Luanda, der auch den folgenden angolanischen Supercup gegen Meister Petro Luanda gewann.
Mit 19 Treffern wurde Desportivo EKAs Stürmer Serginho Torschützenkönig, wie schon in der Saison 1993.

## Tabelle
Vermutlich durch die Wirren und Zerstörungen des angolanischen Bürgerkriegs (1975–2002) sind nur sehr wenige Daten zu der Saison vermerkt, und es ist keine detaillierte Abschlusstabelle erhalten. Gesichert ist nur der erste Platz. Die hier als Auf- und Absteiger angegebenen Klubs ergeben sich dagegen aus den Veränderungen zu der folgenden und der vorherigen Spielzeit.
Nachdem 1994 noch 12 Teams vertreten waren, nahmen 1995 erstmals wieder 14 Mannschaften teil. Dazu sind vier statt zuvor zwei Klubs aufgestiegen.
| Platz | Verein                 |
| ----- | ---------------------- |
| 1.    | Petro Luanda (M)(P)    |
| ?     | Primeiro de Agosto     |
| ?     | Atlético Sport Aviação |
| ?     | Progresso Sambizanga   |
| ?     | Primeiro de Maio       |
| ?     | Desportivo da EKA      |
| ?     | Independente           |
| ?     | Petro Huambo (N)       |
| ?     | Nacional Benguela      |
| ?     | Académica Lobito (N)   |
| ?     | Sporting Lubango (N)   |
| ?     | Sonangol Namibe        |
| ?     | FC Cabinda (N)         |
| ?     | Sporting Luanda        |

(Stand: Endstand, keine detailliertere Daten über den Erstplatzierten hinaus vermerkt)
| (M) | amtierender angolanischer Meister     |
| (P) | amtierender angolanischer Pokalsieger |
| (N) | Neuaufsteiger der letzten Saison      |